# 伊丽丝·弗尔克纳
伊丽丝·弗尔克纳（德語：Iris Völkner，1960年10月16日—），德国女子赛艇运动员。她曾代表西德参加1984年夏季奥林匹克运动会赛艇比赛，获得女子双人单桨无舵手铜牌和女子八人单桨有舵手第六名。